# Холашовице
Холашовице (на чешки: Holašovice; на немски: Hollschowitz) е историческо село-резерват, разположено на 15 километра западно от Ческе Будейовице, в едноименната община на Южнобохемския край. В селото са представени голям брой здания от 18—19 век в стил, известен като южночешки народен барок. През 1998 г. селото е признато за паметник на Световното културно наследство на ЮНЕСКО в Чехия.

## История
В писмени източници Холашовице за първи път се споменава през 1263 г. През 1291 г. крал Вацлав II предава Холашовице (заедно с редица други села) на цистерцианския манастир във Виши Брод (район на окръг Чески Крумлов). Селото остава манастирско владение до 1848 г..
Между 1520 и 1525 г. населението на Холашовице е напълно унищожено от чумната епидемия. В памет на тези събития, в северната част на селището е поставена чумна колона. Съгласно манастирските записи, от жителите оцеляват само двама. Към 1530 г. Холашовице започва да се заселва с жители от Австрия и Бавария, в резултат на което селото става немскоезичен район в чешкоговорещата област: към 1895 г. в него се наброяват 157 жители от немски етнически произход и 19 от чешки.
След Втората световна война, домовете и фермите в Холашовице потъват в упадък, а по време на образуваната Чехословашка Социалистическа република – изцяло изоставени. От 1990 г. селото е възстановено и заселено. В днешно време в него живеят около 140 жители..

## Особености
В Холашовице се наблюдава типичния за южночешките села площад, обкръжен от каменни дворове на 28 къщи с еднаква концепция от началото и средата на 19 век. В центъра на правоъгълния площад (с дължина около 200 m и ширина 70 m) е разположен неголям водоем. Площадьт представлява един от най-съхранените комплекси на народна архитектура на селски постройки.